# Coquelles
Coquelles è un comune francese di 2 347 abitanti situato nel dipartimento del Passo di Calais nella regione dell'Alta Francia.
In questo comune si trova il terminale francese del Tunnel della Manica.

## Società

### Evoluzione demografica
Abitanti censiti